# Parathesis fusca
Parathesis fusca (Oerst.) Mez – gatunek roślin z rodziny pierwiosnkowatych (Primulaceae). Występuje naturalnie w Hondurasie, Nikaragui, Kostaryce, Panamie oraz Kolumbii. 

## Morfologia
PokrójZimozielone drzewo lub krzew. Dorasta do 0,5–0,8 m wysokości.
LiścieBlaszka liściowa ma eliptyczny lub eliptycznie podługowaty kształt. Mierzy 6–17 cm długości oraz 2,5–6 cm szerokości, jest karbowana na brzegu, ma nasadę zbiegającą po ogonku i spiczasty wierzchołek. Ogonek liściowy jest nagi i ma 5–15 mm długości.
KwiatyZebrane w wiechach o długości 10–22 cm, wyrastają na szczytach pędów. Mają działki kielicha o trójkątnym kształcie i dorastające do 1–2 mm długości. Płatki są równowąsko lancetowate i mają 4–6 mm długości.
OwocPestkowce mierzące 5-7 mm średnicy, o niemal kulistym kształcie.

## Biologia i ekologia
Rośnie w lasach, na wysokości do 1000 m n.p.m.